# Río Tinto Minera
Río Tinto Minera (RTM) fue una empresa española del sector minero-industrial, cuya actividad estaba centrada en la cuenca minera de Riotinto-Nerva. Nacida en sus orígenes como una filial del grupo Explosivos Río Tinto (ERT), la empresa estuvo activa entre los años 1978 y 1995, atravesando diversas vicisitudes económicas. RTM terminaría cesando sus operaciones debido a su abultada deuda y la crisis que vivía la minería en esos años.

## Historia

### Creación y primeros tiempos
La empresa fue creada en junio de 1978 como sucesora de la Río Tinto Patiño, tras la salida años antes del grupo Patiño de su accionariado. En un principio la RTM estaba participada en un 75% por el grupo español Unión Explosivos Río Tinto (ERT) y en un 25% por la británica Rio Tinto-Zinc Corporation (RTZ), si bien esta última aumentaría su participación hasta el 49% durante el período 1979-1980. Se da la circunstancia de que RTZ era la heredera de la histórica Rio Tinto Company Limited, empresa que había controlado el complejo de las minas de Riotinto entre 1873 y 1954. Con la creación de Río Tinto Minera el grupo ERT concentró de nuevo bajo una misma dirección todas las líneas de negocio de la cuenca minera (cobre, oro, plata y piritas). Encontrándose una situación en que el negocio no daba los resultados apetecidos, la dirección de la empresa adoptó una estrategia de expansión que incluía nuevos planes de exploración para los siguientes años, una modernización del equipo utilizado y una ampliación de las labores de extracción en los yacimientos. También se procedió a una ampliación de las plantas que RTM poseía tanto en la cuenca de Riotinto como en el Polo químico de Huelva.
Río Tinto Minera, que controlaba un 27% del capital de la SECEM, fue uno de los actores que intervino en la formación del conglomerado Ibercobre en 1978 con el objetivo de lograr la concentración de la industria española del cobre bajo un mismo holding. Además, desde 1981 puso en marcha el yacimiento de caolines de Vimianzo (La Coruña) a través de la filial Caolines de Vimianzo (CAVISA) que estaba participada en un 80% por Río Tinto Minera. Entre 1980 y 1981 la RTM también explotaría el gossan presente en los vacíes de la mina de San Miguel, en la provincia de Huelva.

### Los años difíciles
No obstante, la estrategia expansiva emprendida por Río Tinto Minera acabó resultando un fracaso. Durante la década de 1980 la situación económica de la RTM no fue buena debido a la crisis que vivía la minería en aquellos años, imperando frecuentes saldos negativos en las cuentas de la empresa. La deuda contraída con los bancos también creció exponencialmente, lo que comprometió las estrategias futuras de la filial minera del grupo ERT. Otra adversidad a la que tuvo que enfrentarse RTM fue la importante caída que atravesaba en esos años el precio del cobre en los mercados internacionales, por lo que la línea de negocio del cobre en Riotinto se convirtió en un auténtico «sumidero de dinero». Como resultado, entre 1977 y 1986 las pérdidas acumuladas superaron los 12.000 millones de pesetas. Desde el grupo ERT se adoptó una política de restricción de gastos que llevaría a la clausura del centenario ferrocarril de Riotinto (1984) y de la línea de producción de cobre (1987).
A pesar de las dificultades económicas, Río Tinto Minera continuaba ostentando una posición importante. Para 1987 constituía el segundo vendedor de piritas en España, teniendo un 38,1% de la cuota del mercado nacional. En esa época diversificaría su negocio a través de varias iniciativas empresariales. En 1988 levantó una trefilería de cobre en Llissá de Vall (Barcelona) y dos años después, en 1990, adquirió a la finlandesa Outokumpu la planta de colada continua de alambrón que el grupo Ibercobre había levantado en el histórico complejo de SECEM en Córdoba.

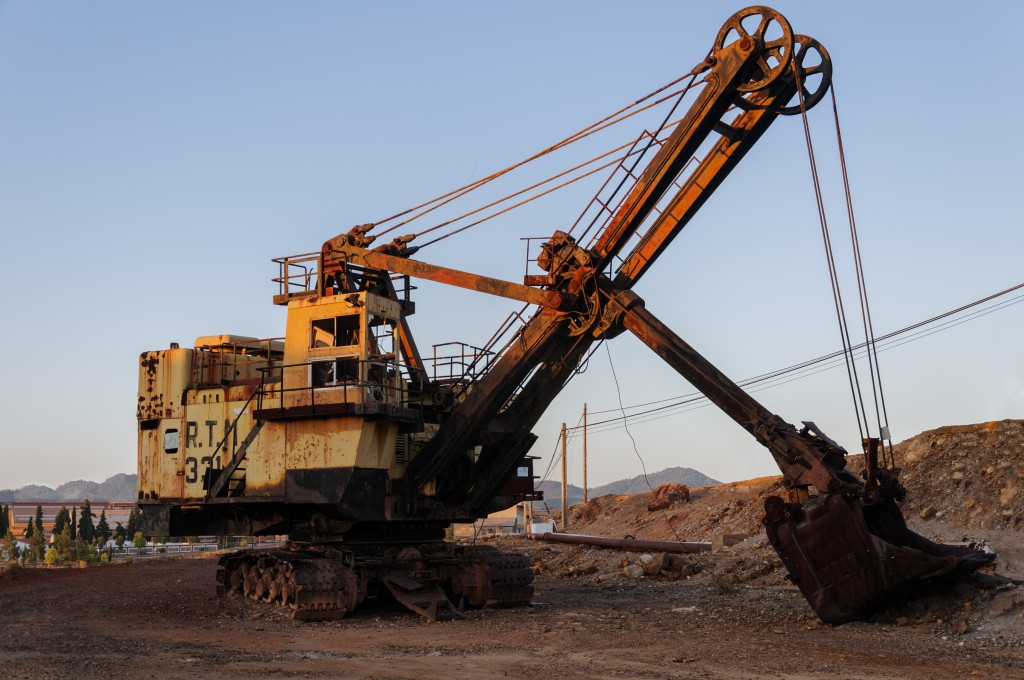
Antigua excavadora n.º 331 empleada en Cerro Colorado.

En 1989 la RTM pasó a manos del Ercros, junto al resto de empresas del antiguo grupo ERT. Esta situación no duraría mucho tiempo, pues Ercros en 1993 —poco después de haberse declarado en suspensión de pagos— vendería su participación en Río Tinto Minera a la estadounidense Freeport-McMoRan. Esta procedió a disgregar el negocio en nuevas sociedades: mientras que Río Tinto Minera continuó a cargo de la explotación de los yacimientos de Riotinto, la fundición de Huelva quedó a cargo de Río Tinto Metal. Para entonces ya había cesado la explotación de Corta Atalaya y solo se mantenía en activo Cerro Colorado. Ante la situación de déficits constantes que generaba la explotación de Riotinto, la nueva propietaria llegó a trazar un plan de viabilidad para el negocio que presentó a los trabajadores.  
Mediante el llamado Plan Arbor se preveía ir extinguiendo poco a poco las actividades mineras en Riotinto hasta su cese total en 1996. Desde la representación de los trabajadores se rechazó esta propuesta y se planteó la reapertura de la minería del cobre. Las negociaciones entre ambas partes no fueron fructíferas, por lo que en 1995 Freerport vendió sus activos de la cuenca minera de Riotinto a los trabajadores de RTM —que pasaron a constituirse en una sociedad anónima laboral—.

## Iniciativas culturales

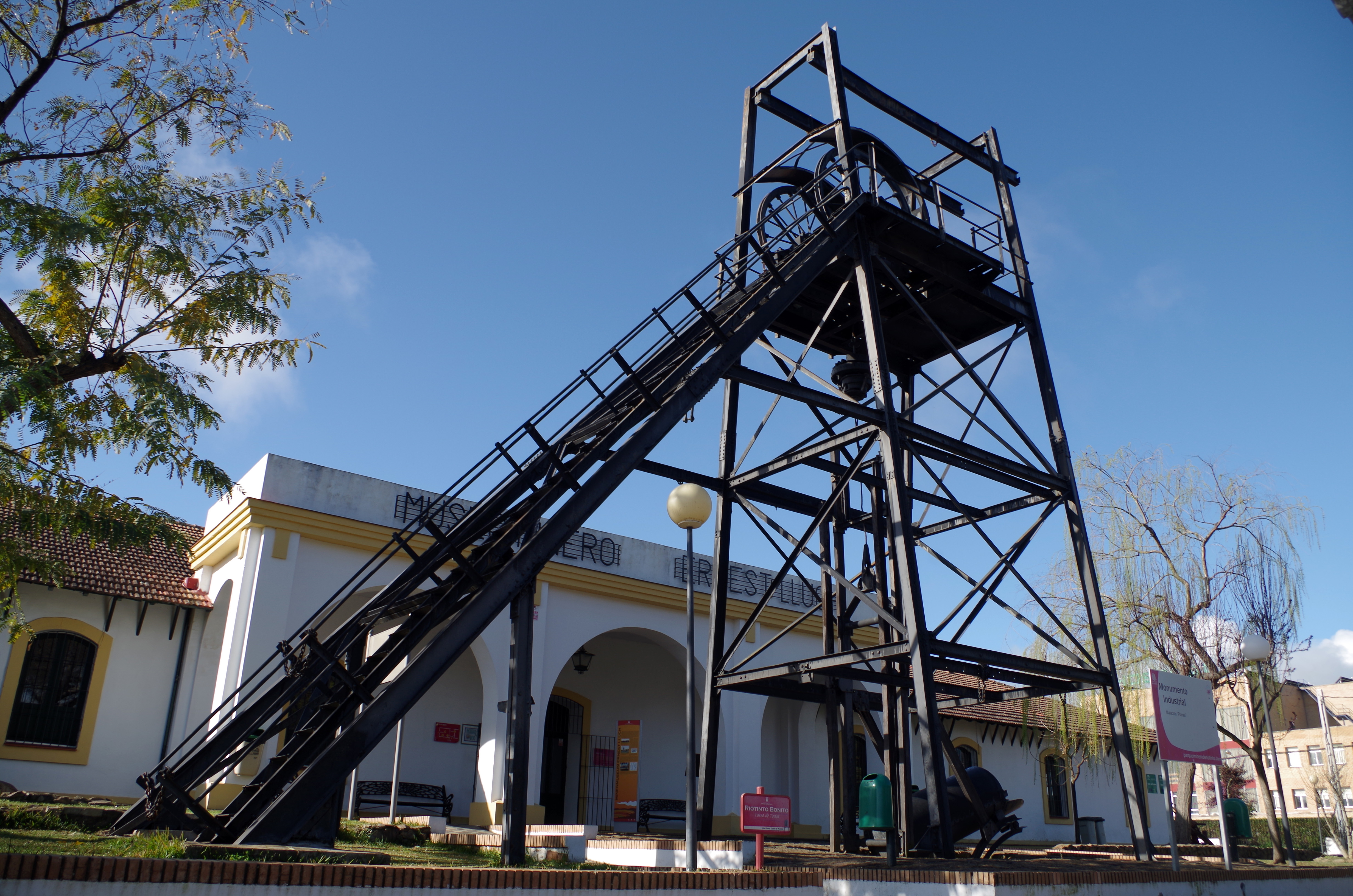
Fachada del Museo Minero.

Río Tinto Minera llegó a contar con un Departamento de Patrimonio Histórico encargado de recuperar y documentar los restos arqueológicos que se encontrasen durante el transcurso de las labores mineras. Se llegaron a hacer sondeos en las áreas de Filón Norte, Corta del Lago, Cerro del Moro, Marismilla o Tres Cruces-Planes. La empresa también financió el «Proyecto Arqueometalúrgico de la Provincia de Huelva», que estaba enfocado en las investigaciones arqueológicas.
Por iniciativa de Río Tinto Minera en 1987 se creó la Fundación Río Tinto, una institución privada sin ánimo de lucro que tenía entre sus objetivos la conservación y restauración del conjunto patrimonial existente en la zona. Para ello se preveía la creación de un Parque Minero con fines culturales, turísticos y recreativos. La RTM transfirió a la Fundación buena parte de sus activos patrimoniales heredados de los anteriores propietarios de las minas. Se inició entonces una labor que pocos años después acabaría llevando a la inauguración del Museo Minero de Riotinto (1992) o a la puesta en marcha del Ferrocarril Turístico Minero (1994).

## Fondos archivísticos
En la actualidad los fondos documentales de Río Tinto Minera encuentran bajo custodia del Archivo Histórico Minero de la Fundación Río Tinto.